# Čatež (Trebnje, Slovenija)
Čatež je naselje u slovenskoj Općini Trebnju. Čatež se nalazi u pokrajini Dolenjskoj i statističkoj regiji Jugoistočnoj Sloveniji. 

## Stanovništvo
Prema popisu stanovništva iz 2002. godine naselje je imalo 106 stanovnika.